# Marcus Smart
Marcus Osmond Smart (ur. 6 marca 1994 w Flower Mound) – amerykański koszykarz występujący na pozycjach rozgrywającego lub rzucającego obrońcy, od 2023 zawodnik zespołu Memphis Grizzlies.
W 2012 wystąpił w dwóch meczach gwiazd amerykańskich szkół średnich – McDonald’s All-American i Derby Classic. Został też wybrany najlepszym zawodnikiem amerykańskich szkół średnich  oraz stanu Teksas (Texas Mr. Basketball, Texas Gatorade Player of the Year - 2011, 2012). Został również zaliczony do I składu USA Today All-USA.
22 czerwca 2023 trafił w wyniku wymiany do Memphis Grizzlies.

## Osiągnięcia
Stan na 22 września 2023, na podstawie, o ile nie zaznaczono inaczej.
NCAA
- Uczestnik turnieju NCAA (2013, 2014)
- Zawodnik Roku Konferencji Big 12 (2013)[3]
- Najlepszy pierwszoroczny zawodnik:
  - NCAA według USBWA (2013)[4]
  - Big 12 (2013)[5]
- MVP Portoryko Tip-Off Classic (2013)
- Zaliczony do:
  - I składu:
    - Big 12 (2013, 2014)
    - turnieju:
      - Big 12 (2013)
      - Orlando Classic (2014)
      - Puerto Rico Tip-Off Classic (2013)

  - defensywnego Big 12 (2013, 2014)
  - debiutantów Big 12 (2013)
  - II składu All-American (2013)
  - III składu All-American (2014 przez NABC)
    - NBA (2019)[6]

NBA
- Obrońca roku NBA (2022)[7]
- Uczestnik Rising Stars Challenge (2016)
- Zaliczony do:
  - I składu defensywnego NBA (2019, 2020, 2022)[6][8]
  - II składu debiutantów NBA (2015)[9]
- Laureat Hustle Award (2019, 2022, 2023)[6]
- Debiutant Miesiąca (luty 2015)

Reprezentacja
- Mistrz:
  - świata U–19 (2013)
  - Ameryki U–18 (2012)
- Uczestnik mistrzostw świata (2019 – 7. miejsce)[10]